# 阪神財閥
阪神財閥（はんしんざいばつ）とは阪神地域一帯で創業、成長してきた財閥である。

## 大阪府
- 大林財閥（大阪府、建築業）
- 石原財閥（大阪府、鉱業）（創業者：石原広一郎）
- 弘世財閥（大阪府、鉄道、金融、保険業）（創業者：弘世助三郎）
- 安宅財閥（大阪府、商事）（創業者：安宅弥吉）
- 岩井財閥（大阪府、商事）（創業者：岩井勝次郎）
- 広海財閥（大阪府、貿易、海運業）
- 岸本財閥（大阪府、貿易、海運業）
- 久原財閥（大阪府、鉱業）（創業者：久原房之助）
- 伊藤忠財閥（大阪府、金融業、保険、紡績、貿易）（創業者：伊藤忠兵衛）
- 武田財閥（大阪府、製薬）（創業者：武田長兵衛）
- 三菱財閥（大阪府、海運業、金融業）（創業者：岩崎弥太郎）
- 野村財閥（大阪府、金融業）（創業者：野村徳七 (二代)）
- 山口財閥（大阪府、金融業）（創業者：山口吉郎兵衛）
- 藤田財閥（大阪府、鉱業）（創業者：藤田伝三郎）
- 寺田財閥（大阪府、紡績、電力、鉄道）
- 村井財閥（大阪府、金融、鉱業、煙草、他）（創業者：村井吉兵衛）
- 大原財閥（大阪府、金融、紡績、電力）（創業者：大原孫三郎）
- 広岡財閥（大阪府、金融、保険業）（創業者：広岡久右衛門）

他

## 兵庫県
- 兼松財閥（兵庫県、商事）（創業者：兼松房治郎）
- 鈴木財閥（兵庫県、商事、海運業、造船、保険）（創業者：鈴木岩治郎）
- 乾財閥（兵庫県、金融、醸造業、海運業）（創業者：乾新兵衛）
- 小曽根財閥（兵庫県、多角的投資）（創業者 : 小曽根喜一郎、第2代 : 小曽根貞松)
- 呉錦堂財閥（兵庫県、多角的投資）
- 山邑財閥（兵庫県、醸造業）
- 嘉納財閥（兵庫県、廻船業、醸造業、金融）
- 川西財閥（兵庫県、鉄道、金融、紡績、航空機）（創業者：川西清兵衛）
- 範多財閥（兵庫県、造船、鉱業、煉瓦、肥料、煙草、精米、損害保険）（創業者：エドワード・ハズレット・ハンター）
- 辰馬財閥（兵庫県、醸造業、海運業、保険業）
- 牛尾財閥（兵庫県、電気、瓦斯、金融業）
- 伊藤財閥（兵庫県、多角的投資）（伊藤長次郎家）
- 内田財閥（兵庫県、海運業）（創業者：内田信也）
- 山下財閥（兵庫県、海運業、保険業、造船業）（創業者：山下亀三郎）
- 勝田財閥（兵庫県、海運業）（創業者：勝田銀次郎）
- 八馬財閥（兵庫県、金融業／醸造業／海運業）
- 岡崎財閥（兵庫県、金融業／保険業／海運業）（創業者：岡崎藤吉）